# Janez Furlan
Janez Furlan, slovenski agronom, * 21. november 1924, Ljubljana, † 2016

## Življenje in delo
Leta 1953 je diplomiral na Fakulteti za agronomijo, gozdarstvo in veterinarstvo v Ljubljani in prav tam 1961 tudi doktoriral. Strokovno se je izpopolnjeval v Nemčiji in Združenih državah Amerike (uporaba jedrske energije v biologiji). Leta 1974 je bil izvoljen za rednega profesorja na Biotehniški fakulteti v Ljubljani. V raziskovalnem delu se je posvetil fiziologiji prehrane in presnove rastlin, kemizma prsti ter z uvajanjem pridelovanja soje in boba. Objavil je več znanstvenih in strokovnih člankov ter napisal več knjig in učbenik Fiziologija prehrane in presnove rastlin.

## Izbrana bibliografija
- Preizkušanje povečanja izmenjalne kapacitete tal na rast in prehrano rastlin (raziskovalno poročilo) (COBISS)
- Sorpcija radioaktivnega stroncija v nekaterih tleh v Sloveniji in njegova akumulacija v rastlinah (COBISS)
- Fiziologija prehrane in presnova rastlin (COBISS)
- Pomen soje za prehrano ljudi in živali  (COBISS)
- Sorpcija radioaktivnega stroncija v nekaterih tleh v Sloveniji in njegova akumulacija v rastlinah (COBISS)